# Шарифов, Вагиф Абдулла оглы
Шарифов Вагиф Абдулла оглы (12 августа 1943, Кировабад — 5 октября 2021, Гянджа) — азербайджанский театральный режиссер, народный артист Азербайджанской Республики (2014 год), лауреат медали «Прогресс» (2013 год) и награды «Золотая ручка».

## Жизнь и деятельность
Вагиф Шарифов родился 12 августа 1943 года в Гяндже. С 1960 года начал свою деятельность в театре, а в 1967 году окончил режиссерский факультет Азербайджанского государственного университета культуры и искусств. Прошел путь от режиссера в Гянджинском государственном Драматическом театре (1967—1974 годы) до директора и художественного руководителя в том же театре (1984—1998 годы).
Шарифов работал над различными спектаклями, включая произведения Назима Хикмета, Гусейна Джавида, Джафара Джаббарлы и других. Он является членом Союза Театральных Деятелей Азербайджана.
Шарифов ушел из жизни 5 октября 2021 года в возрасте 78 лет. Его похоронили на Гянджинской Аллее Почетного Захоронения.

## Награды
- Заслуженный деятель искусств Азербайджанской Республики (4 март 1992 года)
- Народный артист Азербайджанской Республики (13 февраля 2014 года)[2]
- Медаль «Прогресс» (25 июня 2013 года)
- Лауреат награды «Золотая ручка»
- Лауреат премии «Золотой Дервиш» (2003 год)
- Персональная пенсия Президента Азербайджанской Республики[3] (с 2020 года)

## Фильмография
1. «Acılar bitməz» (2009) — роль: Исмаил
2. «Adam ol!» (2005) — режиссер; роль: армянин
3. «Adam ol! 3» (2007) — сериал
4. «Aşiqlər» (2008)
5. «Cavad xan» (2009)
6. «Aktrisa» (2011) — роль: бухгалтер
7. «Bombaltı» (2019) — роль: Петя